# Grand Prix 1948
Grand Prix-säsongen 1948 var den tredje säsongen efter andra världskriget. Fem lopp räknades som Grand Épreuves. 

## Grand Épreuves
| Grand Prix                 | Bana        | Vinnande förare     | Vinnande tillverkare |
| -------------------------- | ----------- | ------------------- | -------------------- |
| Monacos Grand Prix         | Monte Carlo | Nino Farina         | Maserati             |
| Schweiz Grand Prix         | Bremgarten  | Carlo Felice Trossi | Alfa Romeo           |
| Frankrikes Grand Prix      | Reims-Gueux | Jean-Pierre Wimille | Alfa Romeo           |
| Italiens Grand Prix        | Turin       | Jean-Pierre Wimille | Alfa Romeo           |
| Storbritanniens Grand Prix | Silverstone | Luigi Villoresi     | Maserati             |

## Grand Prix-tävlingar
| Grand Prix                         | Bana         | Vinnande förare | Vinnande tillverkare |
| ---------------------------------- | ------------ | --------------- | -------------------- |
| Gran Premio del General Juan Perón | Buenos Aires | Luigi Villoresi | Maserati             |
| Gran Premio Dalmiro Varela Castex  | Buenos Aires | Luigi Villoresi | Maserati             |